# Нісіадзаї
Нісіадзаї (яп. 西浅井町, нісі-адзаї тьо ) — містечко в Японії, у північній частині префектури Сіґа. Засноване 1 квітня 1971 року.